# Farigia liboria
Farigia liboria är en fjärilsart som beskrevs av William Schaus 1928. Farigia liboria ingår i släktet Farigia och familjen tandspinnare. Inga underarter finns listade i Catalogue of Life.